# Owariola meroistyczna
Owariola meroistyczna – typ owarioli.
Cechy charakterystyczne owarioli meroistycznej to:
- częściowe podziały mitotyczne oogoniów w wyniku czego powstają zespoły (grona, cysty) siostrzanych komórek płciowych, z których tylko część na skutek podziałów mejotycznych różnicuje się w oocyty;
- jądra oocytów są mało aktywne transkrypcyjnie, jąderka niewielkie i nieaktywne, często chromosomy w czasie wzrostu ulegają częściowej spiralizacji, zbliżają się do siebie i tworzą tzw. kariosom;
- komórki, które nie przekształciły się w oocyty różnicują się w trofocyty o bardzo wysokiej aktywności metabolicznej.

Ze względu na to, że podziały komórek w gronie u wielu owadów są synchroniczne, liczbę tych komórek N po n podziałach można opisać wzorem:
{\displaystyle N=2^{n}}
Liczba komórek (N) jest różna u różnych gatunków lub grup owadów, np.:
- skorki – 2
- wojsiłki – 4
- muchówki – 16
- błonkówki – 64
- niektóre chrząszcze i pluskwiaki – kilkaset

Ze względu na lokalizację trofocytów owariole owadów podzielono na dwa podtypy:
- meroistyczno-politroficzne
- meroistyczno-telotroficzne